# 日本毛连菜
日本毛连菜（学名：Picris japonica）是菊科毛连菜属的植物。分布在俄罗斯、日本以及中国大陆的新疆、云南、甘肃、黑龙江、河南、山东、辽宁、贵州、吉林、河北、陕西、内蒙古、四川、青海、山西、安徽、西藏等地，生长于海拔650米至3,650米的地区，多生在灌丛中、山坡草地、沟边、河边、林缘林下、生林间荒发、田边或高山草甸，目前尚未由人工引种栽培。

## 别名
抢刀菜

## 异名
- Picris davurica Fisch. ex Hornem.
- Picris hieracioides L. ssp. japonica (Thunb.) Krylov
- Picris hieracioides L. var. japonica (Thunb.) Krylov